# Кансок-огори (станция метро)
«Кансок-огори» (кор. 간석오거리) — подземная станция Инчхонского метро на линии 1. Оборудована двумя боковыми платформами, обслуживается Инчхонской муниципальной транспортной корпорацией. Расположена на Кансок-огори муниципального района Намдон-гу города-метрополии Инчхон (Республика Корея). На станции установлены платформенные раздвижные двери.
Станция была открыта 6 октября 1999 года.